# Comanthosphace
Comanthosphace, biljni rod iz porodice medićevki smješten u tribus Pogostemoneae, dio potporodice Lamioideae. Pripada mu 5 vrsta trajnica i polugrmova koje rastu po dijelovima Azije: Kina, Japan i Tajvan.. Rod je opisan 1877. Tipična vrsta nije označena. Često je uključivan u Leucosceptrum.

## Vrste
1. Comanthosphace formosana Ohwi; tajvanski endem
2. Comanthosphace japonica (Miq.) S.Moore
3. Comanthosphace nanchuanensis C.Y.Wu & H.W.Li
4. Comanthosphace ningpoensis (Hemsl.) Hand.-Mazz.
5. Comanthosphace stellipila (Miq.) S.Moore ex Briq.